# Åsa Dornbusch

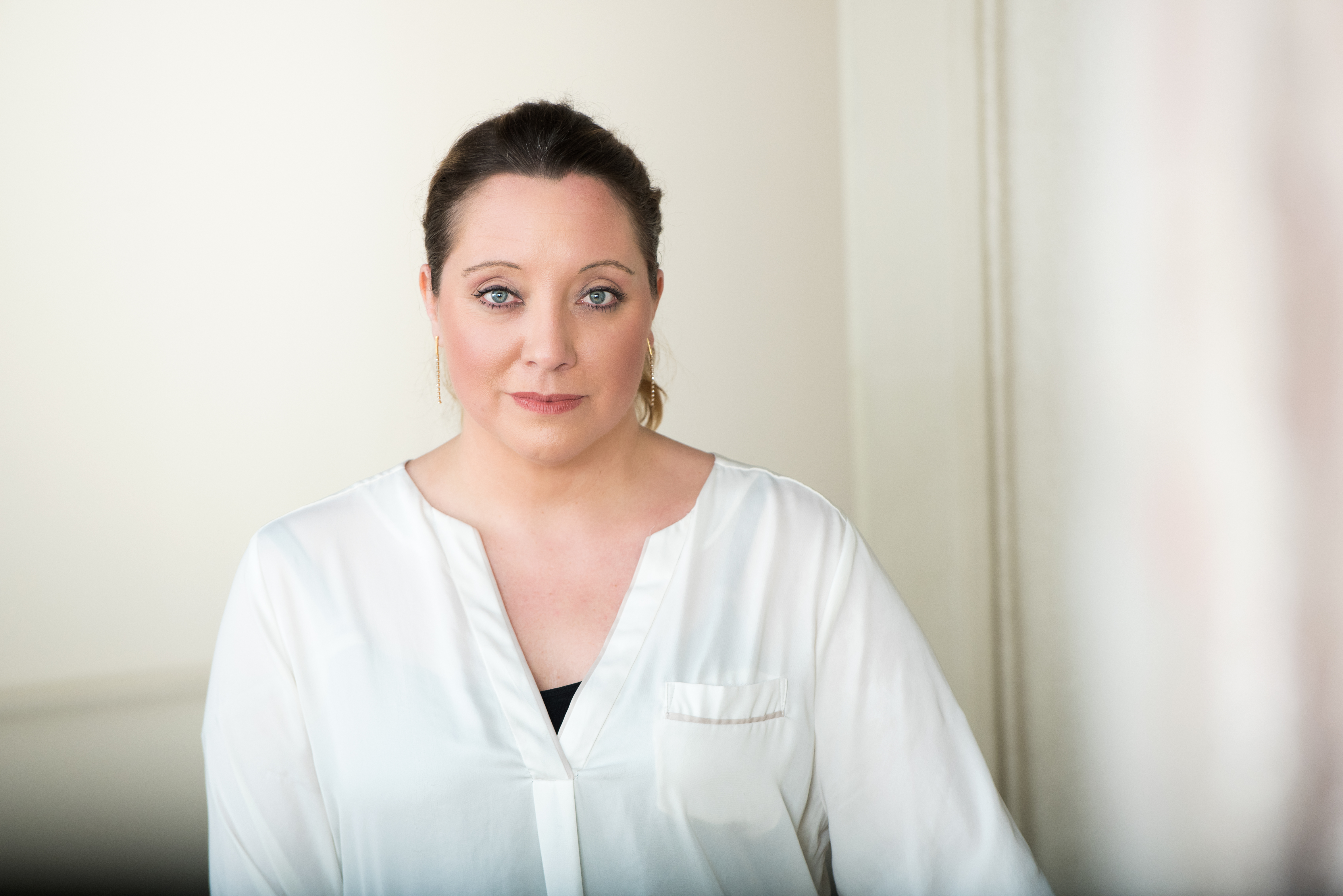
Åsa Dornbusch (2017)

Åsa Margareta Dornbusch (* 1975 in Stockholm) ist eine schwedische Opernsängerin (Mezzosopran).

## Leben
Nach dem Unterricht bei ihrem Vater, dem Opernsänger Hans Dornbusch-Johansson (Tenor-Solist an der Königlichen Oper Stockholm) und bei Kammersänger Ingvar Wixell absolvierte sie ihre Gesangsausbildung an der Guildhall School of Music and Drama in London (Bachelor of Music und Post Diploma) und an der Alexander Gibson Opera School/Royal Scottish Academy (Master’s Degree in Advanced Opera) in Glasgow. Sie wurde unter anderem  mit dem Preis „Incorporation of Weavers Award“ (Auszeichnung für eine hochbegabte Studentin) im Jahr 2001 geehrt.
Von 2002 bis 2006 war sie für die Rolle des Cherubino in Figaros Hochzeit in der Inszenierung von Johannes Felsenstein am Anhaltischen Theater Dessau engagiert. In den letzten Jahren wurde sie für die Operninszenierungen u. a. als Antonio in Hasses Marc’Antonio e Cleopatra und als Galatea in Händels Aci, Galatea e Polifemo am Opernfestival Batignano in Italien engagiert. Sie gab den Cherubino bei den Schwetzinger Mozart-Festspielen, an der Opera i Ystad in Schweden (Auszeichnung für beste schauspielerische und gesangliche Leistung von den Operan-i-Ystads-Freunden) und am Classic Open Air Gendarmenmarkt Berlin. An den Open-Air-Veranstaltungen Brüglingen bei Basel war Åsa Dornbusch als Kathinka in Smetanas  Verkaufter Braut zu hören und zu sehen, als Mère Marie in Poulencs Dialogues des Carmélites und als Baba the Turk in Strawinskis The Rake’s Progress am Edinburgh Festival Theatre. Den Hänsel in Humperdincks Hänsel und Gretel gab sie bei den Klassik-Festspielen Burg Monschau bei Aachen, den Prinzen Orlofsky in der Fledermaus und die Lady Katisha in Sullivans Mikado in den Inszenierungen der Fricktaler Bühne in Rheinfelden (Schweiz).
Åsa Dornbusch war von 2006 bis 2017 „Artistic Assistant Director“ beim Båstad Kammarmusik Festival, Schwedens größtem Festival für Kammermusik.

## Opern (Auswahl)
- Cherubino; Le nozze di Figaro (Wolfgang Amadeus Mozart)
- Prinz Orlofksy; Die Fledermaus (Johann Strauß jr.)
- Lady Katisha; The Mikado (Arthur Sullivan)
- Galatea; Aci, Galatea e Polifemo (Georg Friedrich Händel)
- Antonio; Marc’Antonio e Cleopatra (Johann Adolph Hasse)
- Mère Marie; Dialogues des Carmélites (Francis Poulenc)
- Hänsel; Hänsel und Gretel (Engelbert Humperdinck)
- Baba; The Rake’s Progress (Igor Strawinski)
- Zita; Gianni Schicchi (Giacomo Puccini)
- Kathinka; Die verkaufte Braut (Bedřich Smetana)